# Dismas Kuhn
Dismas Kuhn (* 23. März 1834 in Meran; † 30. Dezember 1894 in Salzburg) war ein österreichischer Gynäkologe und Geburtshelfer. Er war Hof- und Leibarzt von Erzherzog Ferdinand IV., Präsident der Salzburger Ärztekammer und Professor.